# Nemosinga atra
Espèce
Nemosinga atra est une espèce d'araignées aranéomorphes de la famille des Araneidae.

## Distribution
Cette espèce est endémique de Tanzanie.

## Liste des sous-espèces
Selon World Spider Catalog (version 17.0, 23/03/2016) :
- Nemosinga atra atra Caporiacco, 1947
- Nemosinga atra bimaculata Caporiacco, 1947

## Publication originale
- Caporiacco, 1947 : Arachnida Africae Orientalis, a dominibus Kittenberger, Kovács et Bornemisza lecta, in Museo Nationali Hungarico servata. Annales historico-naturales musei nationalis hungarici, vol. 40, no 3, p. 97-257.